# Ödung am Schelmengarten
Das Gebiet Ödung am Schelmengarten ist ein vom Landratsamt Saulgau am 25. September 1940 durch Verordnung ausgewiesenes Landschaftsschutzgebiet auf dem Gebiet der Gemeinde Langenenslingen  im Landkreis Biberach in Baden-Württemberg.

## Lage und Beschreibung
Das etwa 3,6 Hektar große Landschaftsschutzgebiet liegt etwa 500 m östlich des Ortsteils Wilflingen im Gewann Unterer Brühl. Es umfasst einen etwa 600 m langen Abschnitt des Holzbachs und dessen Uferbereiche, die hier von Schilf- und Rohrglanzgrasröhrichten sowie Seggenrieden bestimmt werden. Der Holzbach fließt hier in einem gestreckten, begradigten Verlauf durch eine ansonsten offene und intensiv landwirtschaftlich genutzte Kulturlandschaft. Das Gebiet liegt im Naturraum Donau-Ablach-Platten.